# Dobra vremena, loša vremena
Dobra vremena, loša vremena (njem. Gute Zeiten, schlechte Zeiten skraćeno GZSZ), najpoznatija, najuspješnija i najdugovječnija njemačka televizijska sapunica koja se bez prekida snima i prikazuje od 1992. godine, prema uzoru na australsku sapunicu The Restless Years s kraja 1970-ih. S više od 7 000 epizoda i 25 sezona stekla je kutni status u njemačkoj kinematografiji.
Prema seriji je snimljeno nekoliko filmova i televizijskih serija (kao svojevrsni tzv. spin-off) te napisano nekoliko knjiga. 
Epizoda traje u prosjeku 25 minuta. Prikazuje se na RTL-u. Osim u Berlinu i Beču, manji dio epizoda snimljen je i u Londonu, Cape Townu i na Kanarima.

## Vanjske poveznice
- Službene stranice serije na mrežnom mjestu RTL-a, www.rtl.de